# Лінійна рекурентна послідовність
Лінійною рекурентною послідовністю (лінійною рекурентою) називається будь-яка числова послідовність {\displaystyle x_{0},x_{1},\dots }, задана лінійним рекурентним співвідношенням:
{\displaystyle x_{n}=a_{1}\cdot x_{n-1}+\dots +a_{d}\cdot x_{n-d}} для всіх {\displaystyle n\geqslant d}
з заданими початковими членами {\displaystyle x_{0},\dots ,x_{d-1}}, де d — фіксоване натуральне число, {\displaystyle a_{1},\dots ,a_{d}} — задані числові коефіцієнти, {\displaystyle a_{d}\neq 0}. При цьому число d називається порядком послідовності.
Лінійні рекурентні послідовності іноді називають зворотними послідовностями.
Теорія лінійних рекурентних послідовностей є точним аналогом теорії лінійних диференціальних рівнянь з постійними коефіцієнтами.

## Приклади
Частковими випадками лінійних рекурентних послідовностей є послідовності:
- арифметична прогресія
- геометрична прогресія
- числа Фібоначчі
- числа Люка
- числа трибоначчі
- послідовності Люка

## Формула загального члена
Для лінійних рекурентних послідовностей існує формула, яка виражає загальний член послідовності через корені її характеристичного многочлена
{\displaystyle \lambda ^{d}-a_{1}\lambda ^{d-1}-\dots -a_{d-1}\lambda -a_{d}.}
А саме, загальний член виражається у вигляді лінійної комбінації {\displaystyle d} послідовностей виду
{\displaystyle x_{n}=\lambda _{k}^{n}\cdot n^{m},}
де {\displaystyle \lambda _{k}} — корінь характеристичного многочлена і {\displaystyle m} — ціле невід'ємне число, що не перевищує кратності {\displaystyle \lambda _{k}}.
Для чисел Фібоначчі такою формулою є формула Біне.

### Приклад
Для знаходження формули загального члена послідовності {\displaystyle F_{n}}, що задовольняє лінійне рекурентне рівняння другого порядку {\displaystyle F_{n}=b\cdot F_{n-1}+c\cdot F_{n-2}} з початковими значеннями {\displaystyle F_{1}}, {\displaystyle F_{2}}, слід розв'язати характеристичне рівняння
{\displaystyle q^{2}-bq-c=0}.
Якщо рівняння має два різні корені {\displaystyle q_{1}} і {\displaystyle q_{2}}, відмінні від нуля, то для довільних сталих {\displaystyle A} і {\displaystyle B}, послідовність
{\displaystyle F_{n}=A\cdot q_{1}^{n}+B\cdot q_{2}^{n},}
задовольняє рекурентне співвідношення; залишається знайти числа {\displaystyle A} і {\displaystyle B}, такі, що
{\displaystyle F_{1}=A\cdot q_{1}+B\cdot q_{2}} і {\displaystyle F_{2}=A\cdot q_{1}^{2}+B\cdot q_{2}^{2}}.
Якщо ж дискримінант характеристичного рівняння дорівнює нулю і отже, рівняння має єдиний корінь {\displaystyle q_{1}}, то для довільних сталих {\displaystyle A} і {\displaystyle B}, послідовність
{\displaystyle F_{n}=(A+B\cdot n)\cdot q_{1}^{n}}
задовольняє рекурентне співвідношення; залишається знайти числа {\displaystyle A} і {\displaystyle B}, такі, що
{\displaystyle F_{1}=(A+B)\cdot q_{1}} і {\displaystyle F_{2}=(A+B\cdot 2)\cdot q_{1}^{2}}.
Зокрема, для послідовності, яка визначається таким лінійним рекурентним рівнянням другого порядку
{\displaystyle F_{n}=5\cdot F_{n-1}-6\cdot F_{n-2}}; {\displaystyle F_{1}=1}, {\displaystyle F_{2}=-2}.
коренями характеристичного рівняння {\displaystyle q^{2}-5\cdot q+6=0} є {\displaystyle q_{1}=2}, {\displaystyle q_{2}=3}. Тому
{\displaystyle F_{n}=-2\cdot (3^{n-1}-2^{n-1})-6\cdot (3^{n-2}-2^{n-2}).}.
Остаточно:
{\displaystyle F_{n}=5\cdot 2^{n-1}-4\cdot 3^{n-1}.}

## Застосування
Лінійні рекурентні послідовності над кільцями вирахувань традиційно використовуються для генерування псевдовипадкових чисел.

## Історія
Основи теорії лінійних рекурентних послідовностей були дані в двадцятих роках вісімнадцятого століття Абрахамом де Муавром і Даніелем Бернуллі. Леонард Ейлер виклав її у тринадцятій главі свого «Вступу до аналізу нескінченно малих» (1748). Пізніше Пафнутій Львович Чебишов і ще пізніше Олександр Олександрович Марков виклали цю теорію в своїх курсах числення скінченних різниць.